# Humberto Maier
Humberto Maier (* 28. Oktober 2005 in Osasco) ist ein brasilianischer Motorradrennfahrer. Er fährt für AD78 Team Brasil by MS Racing an der Seite seines Landsmanns Kevin Fontainha.

## Statistik in der Supersport-300-Weltmeisterschaft
(Stand: 13. April 2025)
| Saison | Team                          | Motorrad      | Rennen | Siege | Zweiter | Dritter | Poles | Schn. Runden | Punkte | Ergebnis |
| ------ | ----------------------------- | ------------- | ------ | ----- | ------- | ------- | ----- | ------------ | ------ | -------- |
| 2022   | AD78 Team Brasil by MS Racing | Yamaha YZF-R3 | 16     | –     | –       | 1       | –     | –            | 69     | 13.      |
| 2023   | AD78 Team Brasil by MS Racing | Yamaha YZF-R3 | 16     | –     | 1       | 2       | 1     | –            | 113    | 7.       |
| 2024   | MS Racing                     | Yamaha YZF-R3 | 10     | –     | –       | –       | –     | –            | 31     | 22.      |
| 2025   | AD78 Team Brasil by MS Racing | Yamaha YZF-R3 | 3      | –     | 1       | –       | –     | –            | 31     | 6.       |
| Gesamt | Gesamt                        | Gesamt        | 45     | 0     | 2       | 3       | 1     | 0            | 244    |          |